# エマニュエル郡 (ジョージア州)
エマニュエル郡（Emanuel County）は、アメリカ合衆国ジョージア州にある郡である。人口は2万2598人（2010年）。郡庁所在地はスウェインズボローである。

## 地理
アメリカ合衆国統計局によると、この郡は総面積1,788 km2 (690 mi2) である。このうち1,776 km2 (686 mi2) が陸地で12 km2 (5 mi2) が水地域である。総面積の0.66%が水地域となっている。

## 人口動勢
2000年現在の国勢調査で、この郡は人口21,837人、8,045世帯、及び5,752家族が暮らしている。人口密度は12/km2 (32/mi2) である。5/km2 (14/mi2) の平均的な密度に9,419軒の住宅が建っている。この郡の人種的な構成は白人63.69%、アフリカン・アメリカン33.28%、先住民0.14%、アジア0.24%、太平洋諸島系0.00%、その他の人種2.13%、及び混血0.51%である。ここの人口の3.41%はヒスパニックまたはラテン系である。
この郡内の住民は27.80%が18歳未満の未成年、18歳以上24歳以下が10.40%、25歳以上44歳以下が26.00%、45歳以上64歳以下が22.40%、及び65歳以上が13.30%にわたっている。中央値年齢は35歳である。女性100人ごとに対して男性は92.80人である。18歳以上の女性100人ごとに対して男性は90.50人である。
この郡内の世帯ごとの平均的な収入は24,383米ドルであり、家族ごとの平均的な収入は31,113米ドルである。男性は26,605米ドルに対して女性は18,145米ドルの平均的な収入がある。この郡の一人当たりの収入 (per capita income) は13,627米ドルである。人口の27.40%及び家族の21.80%は貧困線以下である。全人口のうち18歳未満の36.70%及び65歳以上の27.50%は貧困線以下の生活を送っている。

## 都市及び町
- エイドリアン (Adrian)
- Garfield
- Nunez
- オークパーク (Oak Park)
- スティルモアー (Stillmore)
- サマータウン (Summertown)
- Swainsboro
- ツインシティ (Twin City)